# Sopjanska Greda
Sopjanska Greda (1900-ig Greda, majd 1971-ig Greda Sopjanska volt a hivatalos neve) falu Horvátországban Verőce-Drávamente megyében. Közigazgatásilag Szópiához tartozik.

## Fekvése
Verőce központjától légvonalban 28, közúton 31 km-re keletre, községközpontjától 1 km-re keletre, Nyugat-Szlavóniában, a Drávamenti-síkságon, a Dráva jobb partja közelében fekszik.

## Története
A település elődje a verőcei uradalom Greda nevű pusztája a 19. század második felében keletkezett a mai településtől északnyugatra, a Dráva mocsaras jobb partján. A település első házai a mezőgazdasági majorhoz vezető út mentén épültek fel. A falu lakosságát 1880-ban számlálták meg először. Verőce vármegye Szalatnoki járásának része volt. 1880-ban 52, 1910-ben 147 lakosa volt. 1910-ben a népszámlálás adatai szerint lakosságának 85%-a magyar, 11%-a horvát, 4%-a szerb anyanyelvű volt. Az I. világháború után 1918-ban az új szerb-horvát-szlovén állam, majd később (1929-ben) Jugoszlávia része lett. A II. világháború végén a partizánok elűzték a magyar lakosságot, a helyükre a háború után horvátok és szerbek települtek. 1991-ben 70 főnyi lakosságának 53%-a horvát, 44%-a szerb nemzetiségű volt. 2011-ben a településnek 35 lakosa volt.

## Lakossága
| Lakosság változása | Lakosság változása | Lakosság változása | Lakosság változása | Lakosság változása | Lakosság változása | Lakosság változása | Lakosság változása | Lakosság változása | Lakosság változása | Lakosság változása | Lakosság változása | Lakosság változása | Lakosság változása | Lakosság változása | Lakosság változása |
| ------------------ | ------------------ | ------------------ | ------------------ | ------------------ | ------------------ | ------------------ | ------------------ | ------------------ | ------------------ | ------------------ | ------------------ | ------------------ | ------------------ | ------------------ | ------------------ |
| 1857               | 1869               | 1880               | 1890               | 1900               | 1910               | 1921               | 1931               | 1948               | 1953               | 1961               | 1971               | 1981               | 1991               | 2001               | 2011               |
| 0                  | 0                  | 52                 | 78                 | 91                 | 147                | 111                | 148                | 203                | 231                | 172                | 124                | 89                 | 70                 | 41                 | 35                 |

(1880-tól településrészént, 1948-tól önálló településként.)